# Pavonis Chasma
Pavonis Chasma és una estructura geològica del tipus chasma a la superfície de Mart, situada amb el sistema de coordenades planetocèntriques a 3.05 ° de latitud N i 249.29 ° de longitud E. Fa 45.94 km de diàmetre. El nom va ser fet oficial per la UAI l'any 1991 i pren el nom d'una característica d'albedo.